# Hisamatsu Sadakatsu
Hisamatsu Sadakatsu (久松 定勝, né en 1560, mort le 1er mai 1624) est un daimyo du début de l'époque d'Edo au service du clan Tokugawa. Il est demi-frère avec Tokugawa Ieyasu.